# 시리아 저항군
시리아 저항군 (Al Muqāwamat al-Sūriyah, 아랍어: المقاومة السورية)은 마르크스-레닌주의를 주창하는 북서시리아의 친정부 무장단체이다.

## 배경
시리아 저항군은 시리아 시민권을 보유한 터키 알라위파인 미흐라치 우랄이 이끌고 있다. and is also known as "Ali Kayyali" (علي كيالي). 투데이스 자만에 따르면, 우랄은 하타이주에서 민족반군을 이끌었던 사람으로, 터키 정부와 대립하고 있으며, 시리아 정부를 대표해 시리아에서 싸우기 위해 지역 알라위파들을 모집하고 있다. 그러나 시리아 저항군은 시리아 내의 수니파 무슬림들과 기독교인들 사이에서도 지지자가 있다고 주장했다.
시리아 저항군은 시리아 민족주의와 세속적 좌익을 광범위하게 지지하고 있지만, 이 단체의 주요 목적은 알라위파와 시리아의 열두 이맘파와 같은 종교적 소수인들을 보호하는 것이라고 주장해왔다. 시리아 저항군은 시리아 반군으로부터 세속주의 알라위파 군벌이라는 점과 터키와 시리아에 공격과 공습을 가한 점을 통해 비난받아왔다. 하지만 이슬람 알라위파 위원회인 셰이크 무와파크 알가잘은 시리아 저항군이 종교, 인종, 성에 관한 포괄적인 민족단체라고 주장했다.

## 역사
시리아 내전이 발발하기 이전 "이스칸다룬의 산자크의 해방을 위한 인민전선"이라는 이름 하에 설립된 이래, 시리아 저항군은 라타키아주에서 가장 활발히 활동하고 있으며, 이 무장단체의 회원들은 2013년 바니야스에서 학살을 저질렀다고 보고했다. 터키 정부는 시리아 저항군이 리할리 사건을 수행한 것으로 의심하고 있다.
2016년 3월 29일, 미흐라치 우랄이 레반트 자유인민위원회에 의해 사망된 것으로 잘못 보고되었다. 2016년 7월, 시리아 저항군은 2016년 알레포 여름 전역을 지원하기 위해 하마로부터 알레포까지 지원부대를 파견했다. 전역 기간 동안 그들은 카스텔로 도로 전선이 위치한 도시 북부와 반군이 반격을 개시한 남부 지역에 모두 파견되었다.
"자지라와 유프라테스의 매"라는 데이르에조르주가 기원인 군벌들 중 일부가 시리아 저항군에 공식적으로 합류했지만, 이 단체는 작전상으로는 완전히 자치를 행사하고 있다. 2017년 중반 중앙 시리아 전역에서 이 단체는 시리아 저항군의 깃발 아래에서 싸웠다.
시리아 저항군의 정보 장교인 자발 트라벨시는 2017년 7월 알레포에서 급조폭발물 공격을 받았지만 살아남았다. 시리아 저항군은 터키가 지원하고 고용한 갱단들이 공격의 배후에 있다고 주장하였다. 며칠 후 시리아 저항군의 여성 미디어 장교였던 두아 하옐 쉴레이만이 다마스쿠스에서 암살되었다.